# Moran, Kansas
Moran là một thành phố thuộc quận Allen, tiểu bang Kansas, Hoa Kỳ. Năm 2010, dân số của xã này là 558 người.

## Dân số
Dân số các năm:
- Năm 2000: 562 người
- Năm 2010: 558 người